# Třebíč
Třebíč () (en allemand : Trebitsch) est une ville de la région de Vysočina, en Tchéquie, et le chef-lieu du district de Třebíč. Sa population s'élevait à 34 530 habitants en 2025.

## Géographie
Třebíč est arrosée par la Jihlava et se trouve à 30 km au sud-est de Jihlava, à 53 km à l'ouest de Brno et à 142 km au sud-est de Prague.

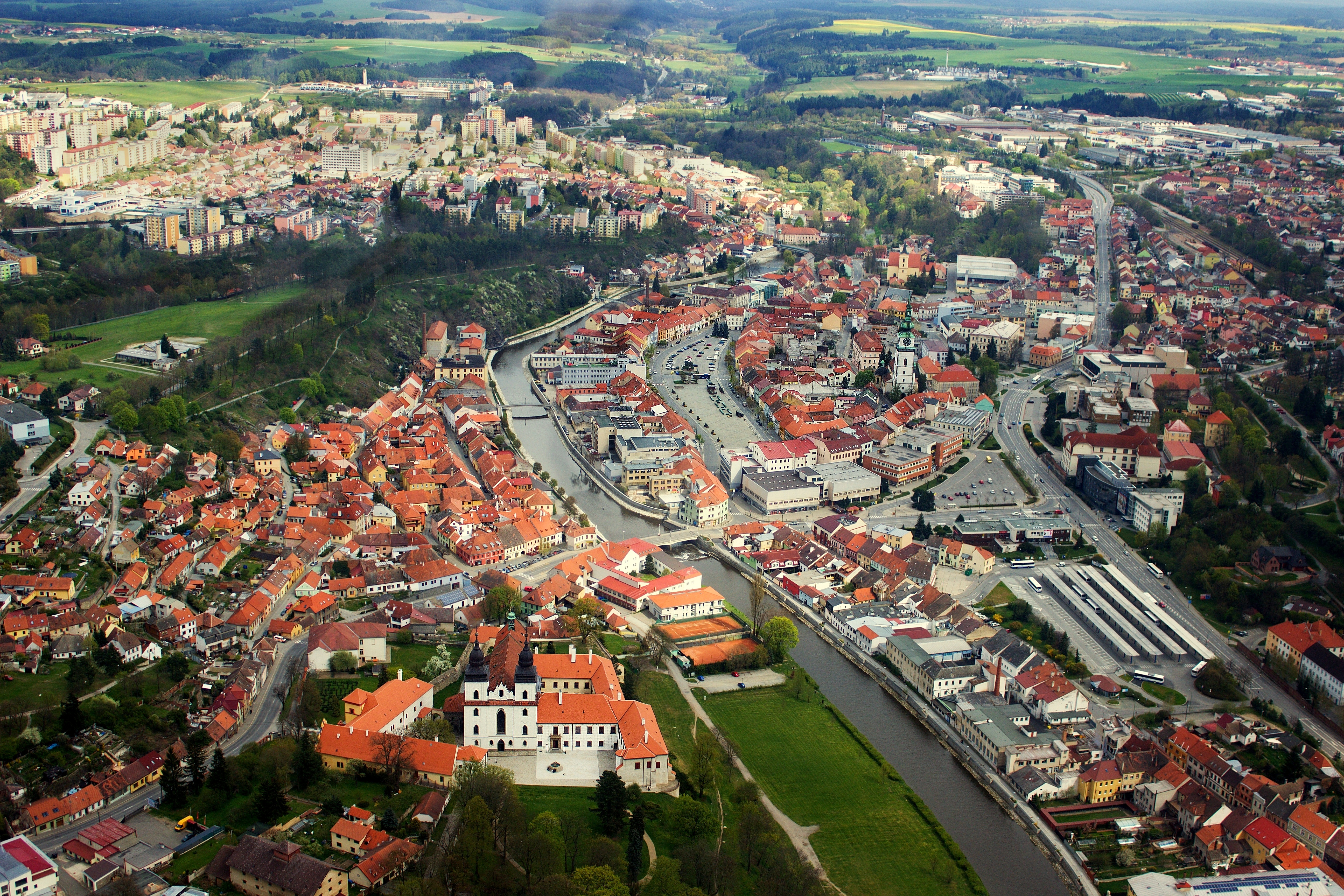
Vue aérienne oblique du centre-ville.

## Histoire
- 1104 — Fondation de l'abbaye bénédictine par les princes Ulrich de Brno et Luitpold de Znojmo, membres de la branche morave de la dynastie régnante des Přemyslides.
- 1277 — Première mention dans un document de la ville de Třebíč.
- XIIIe siècle — Édification de la basilique Saint-Procope dédiée à Procope de Sázava, saint patron de la Bohême et moine ermite bénédictin.
- 1335 — Charles IV et son père, le roi tchèque Jean de Luxembourg, élèvent les droits de Třebíč au niveau de ceux qui sont en vigueur dans la ville de Znojmo.
- 1410 — Première mention d'un établissement juif de l'autre côté de la rivière[réf. nécessaire].
- 1468 — Třebíč dépasse les autres villes moraves par sa population, son artisanat et la richesse de ses habitants. Cette année marque cependant un tournant dans l'histoire de la ville. Durant la guerre entre Hongrois et Tchèques, la ville est prise par les troupes de Mathias Corvin et cesse d'exister pour quelques années. Elle est en revanche peu affectée par la guerre de Trente Ans qui ravage la région.
- Début du XIXe siècle — La vie économique de la cité est gravement affectée par des mauvaises récoltes, des épidémies et des incendies. Un désastre supplémentaire est causé par l'armée napoléonienne qui rançonne la ville et la dévaste.
- XIXe siècle — L'industrie du cuir et de la chaussure se développe. Les artisans juifs ne sont pas étrangers à cette expansion.
- 1871 — Sous l'impulsion de l'État, les activités culturelles et sociales prennent de l'ampleur. L'école secondaire de Třebíč est la quatrième à enseigner en tchèque.
- 1886 — Le chemin de fer dessert Třebíč.
- 1930 — L'homme d'affaires Tomáš Baťa introduit à Třebíč l'industrie de la chaussure. En plus du développement rapide de cette activité, il modifie l'aspect de la ville en faisant construire des maisons pour les ouvriers, visibles aujourd'hui dans la banlieue de Borovina.
- 1942 — Fin de l'établissement séculaire des Juifs à Třebíč. La plupart sont déportés dans des camps de concentration. Une dizaine seulement y survivront.
- Années 1970 et 80 — La face de la ville a changé avec une nouvelle politique du logement. Le nombre d'habitants augmente à cause de la construction de la centrale nucléaire de Dukovany toute proche. Malheureusement, Třebíč perd une grande partie de ses monuments historiques les plus importants. Le quartier juif de Zamosti, un des plus importants d'Europe, est en danger.
- Années 1990 — Un renouveau de la conscience de l'importance du patrimoine succède à une période de négligence. Le rythme des restaurations s'accélère. L'art et l'artisanat si longtemps oubliés redonnent à la ville sa splendeur d'antan.
- 2003 — La basilique Saint-Procope et le ghetto juif sont inscrits au patrimoine mondial.

## Population
Recensements (*) ou estimations de la population :
| 1869*  | 1880*  | 1890*  | 1900*  | 1910*  | 1921*  |
| ------ | ------ | ------ | ------ | ------ | ------ |
| 10 328 | 11 999 | 13 726 | 15 309 | 16 347 | 17 191 |

| 1930*  | 1950*  | 1961*  | 1970*  | 1980*  | 1991*  |
| ------ | ------ | ------ | ------ | ------ | ------ |
| 17 555 | 20 257 | 20 387 | 22 555 | 29 017 | 38 355 |

| 2001*  | 2011*  | 2016   | 2017   | 2018   | 2019   |
| ------ | ------ | ------ | ------ | ------ | ------ |
| 39 021 | 36 998 | 37 095 | 36 330 | 36 050 | 35 691 |

| 2020   | 2021*  | 2022   | 2023   | 2024   | 2025   |
| ------ | ------ | ------ | ------ | ------ | ------ |
| 35 451 | 34 368 | 34 415 | 34 712 | 34 797 | 34 530 |

## Patrimoine

### La place Charles
La place principale de Třebíč porte le nom de l’empereur Charles IV du Saint-Empire. Avec ses 400 m de longueur et une superficie de plus de 2 ha, elle est une des plus grandes de la Tchéquie. Datant du début du XIXe siècle, elle se glorifie d’avoir gardé son apparence ancienne. Mais ses hautes façades Renaissance et baroques furent détruites par le grand incendie de 1822. Les maisons dites malovaný dům « peinte » et černý dům « noire » ont conservé leurs façades originelles, ornées de sgraffites.
Les statues de saints Cyrille et Méthode, au milieu de la place, ont été dessinées par L. Simek et sculptée par B. Seeling en 1885.

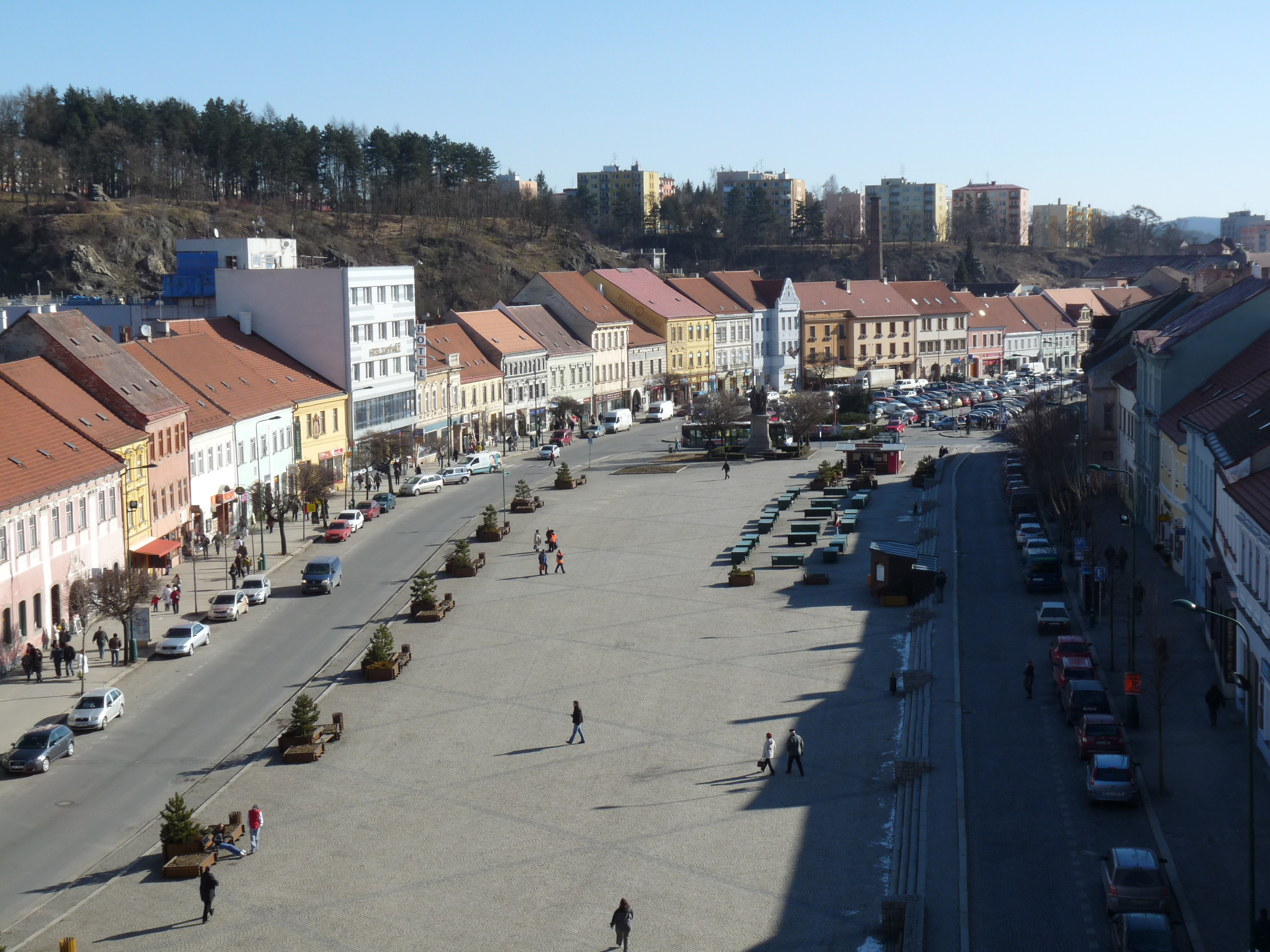
Place Charles : vue générale.
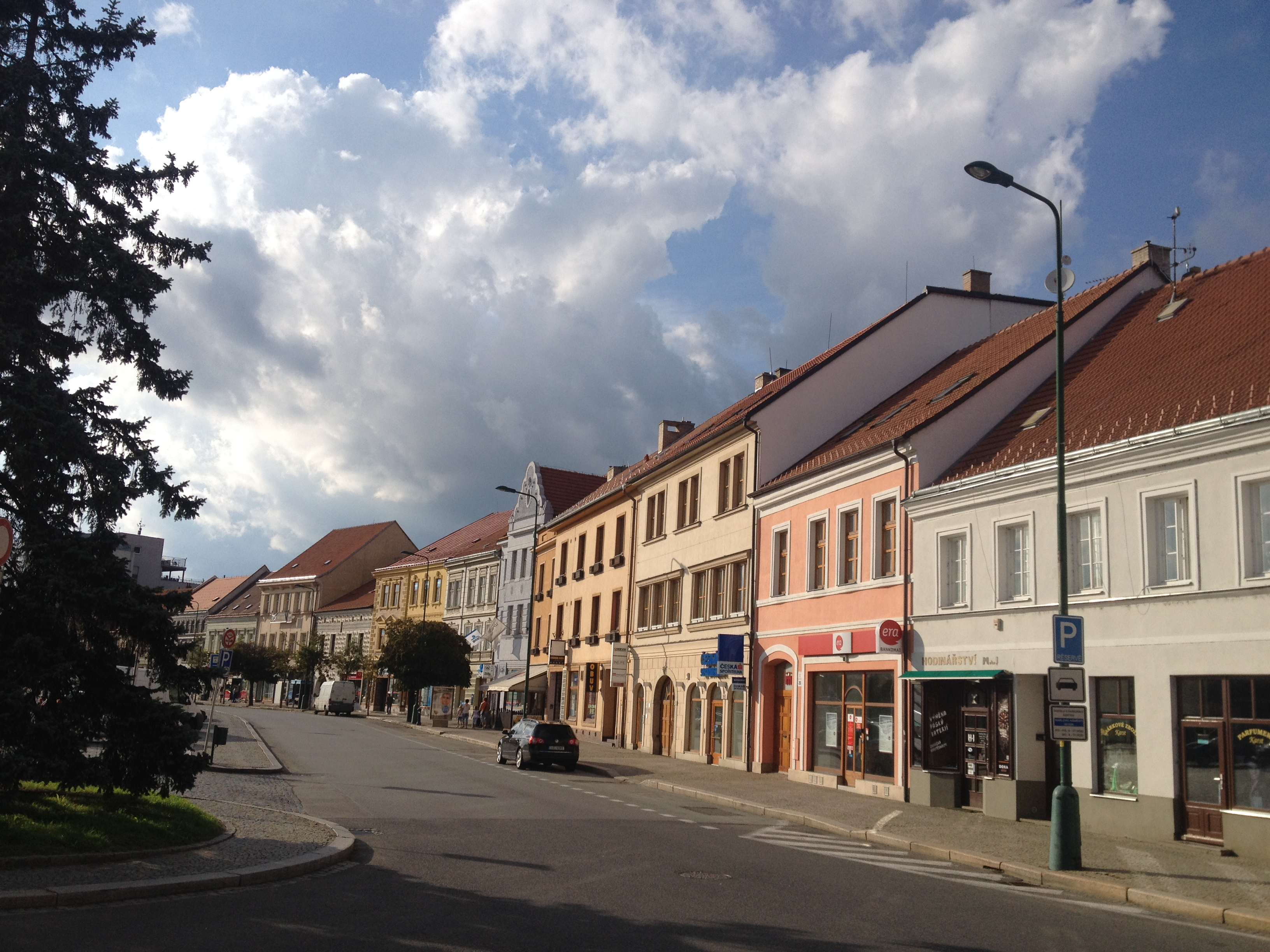
Place Charles.

### La basilique Saint-Procope
La basilique romane à trois nefs se situe au-dessus de la rivière Jihlava. Ce n’est pas seulement le monument le plus remarquable de la ville, c'est aussi un joyau de l'architecture de l'Europe centrale. Elle abrite notamment un magnifique vestibule à colonnes, protégé par un portail en demi-cercle, la Porta paradisi. Ses origines ne peuvent être datées avec précision, mais elle a été probablement construite vers 1220-1230. Ses bâtisseurs appartenaient à une corporation de bâtisseurs de l'ordre des bénédictins, qui construisait des cathédrales à travers l'Europe.
La basilique fut endommagée pendant les guerres hussites et durant l’occupation de Třebíč par l’armée de Mathias Corvin. Elle est progressivement restaurée depuis la première moitié du XVIIIe siècle.

### Le quartier juif
L’existence d’un monastère à un carrefour routier a entraîné l’établissement d’un marché. Parmi les autres marchands on trouve les Juifs. À Třebíč, on trouve l’une des plus anciennes implantations juives de Moravie. La première mention de l’établissement des Juifs date de 1410, bien qu’ils fussent probablement présents depuis plus longtemps, mais dispersés dans la population. La communauté socialement et religieusement distincte fut forcée de vivre uniquement dans une partie bien délimitée de la ville en contrebas du monastère.
La localisation était avantageuse pour les habitants qui prospéraient dans le commerce. Mais l’expansion était impossible entre la rivière au sud et les rochers au nord. Dans cet espace restreint, seules quelques petites places et des maisons pouvaient se développer, l’une sur l’autre, le long de petites rues étroites et tortueuses, grimpant la colline en escaliers de pierres.
L’année 1942 vit la fin de la communauté juive de Třebíč. Après la guerre, dix personnes seulement sont revenues. Le quartier juif se retrouva dans un état de grand délabrement et on programma sa destruction. Cependant, aujourd’hui, l’Europe entière peut apprécier la renaissance et la rénovation de cet ensemble unique. À nouveau, on y trouve bistrots et échoppes et le nouveau rappelle l’ancien.
La synagogue fut bâtie entre 1639 et 1642 à la place d’un bâtiment en bois antérieur (vers 1600). Seuls les hommes pouvaient entrer par la porte sculptée. Les murs intérieurs sont décorés de motifs floraux et de textes en hébreu.

### Le cimetière juif
Le cimetière juif de Třebíč est l’un des plus grands avec plus de 3 000 pierres tombales. Il fut transféré du mur nord du monastère sur son site actuel au début du XVIIe siècle. La plus ancienne pierre tombale authentifiée date de la première moitié du XVIIe siècle.

### L’église et la tour Saint-Martin
La tour carrée domine la ville de ses 75 m. Elle fut bâtie en 1458 sur l’emplacement d’une ancienne tour de garde près de la Porte de Vienne. Son état actuel résulte de nombreuses extensions et restaurations. L’église Saint-Martin est un bâtiment distinct de la fin du XIIIe siècle, époque à laquelle on l’accola à la tour. Les transformations les plus récentes datent de l’époque baroque. La cure de Saint-Martin devint un doyenné en 1671.

## Galerie

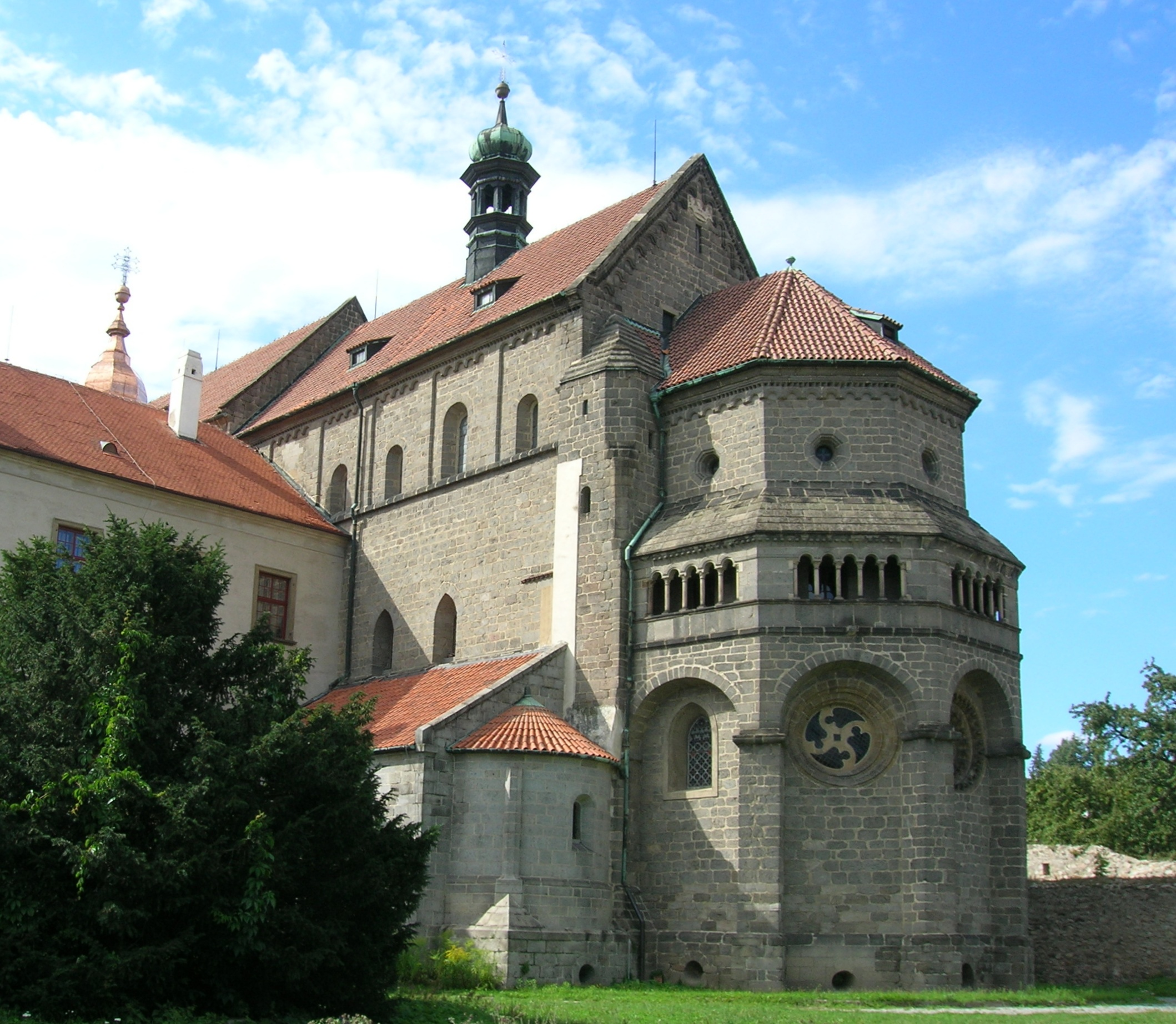
Saint Procope
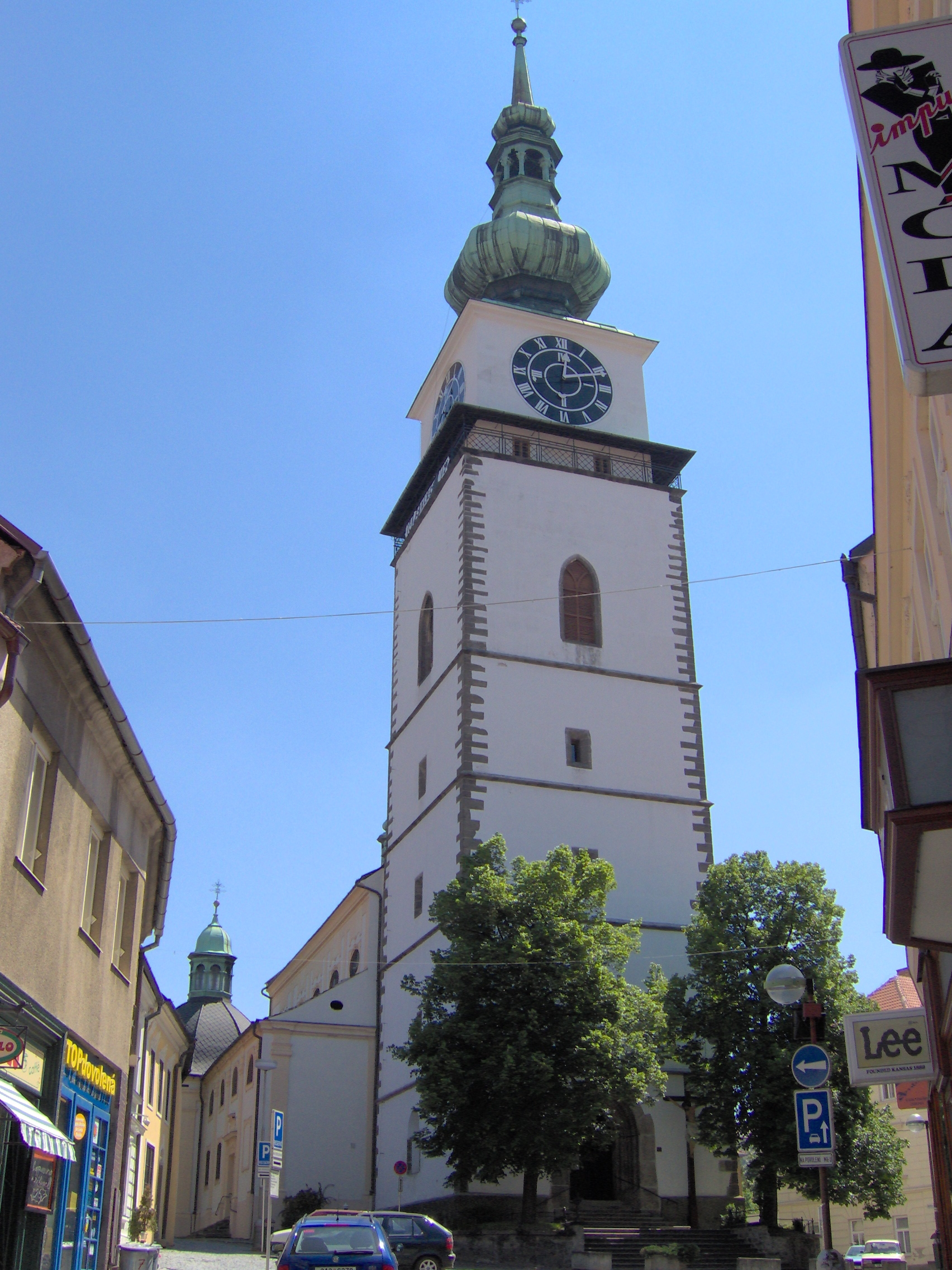
Saint Martin
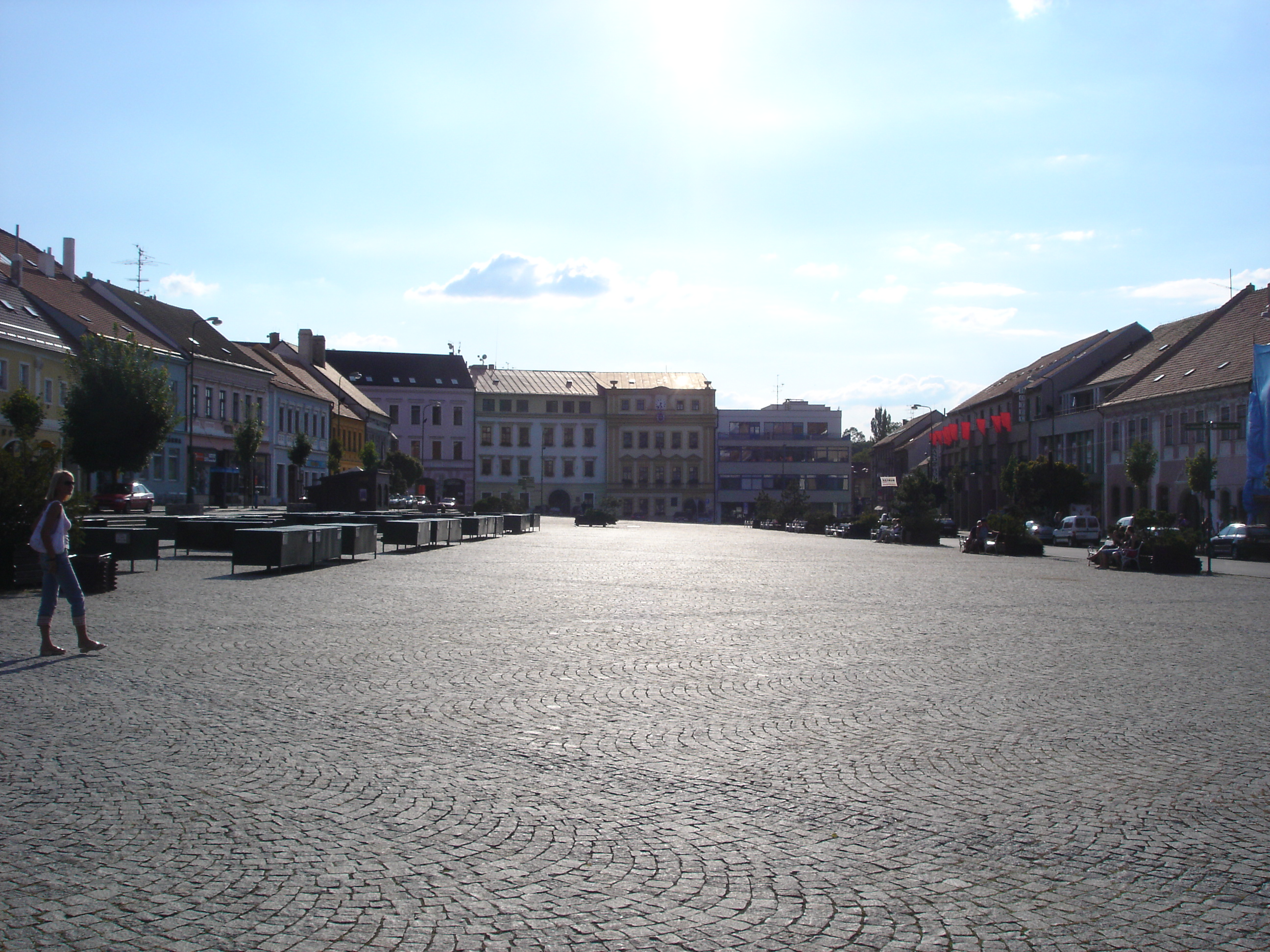
La place Charles
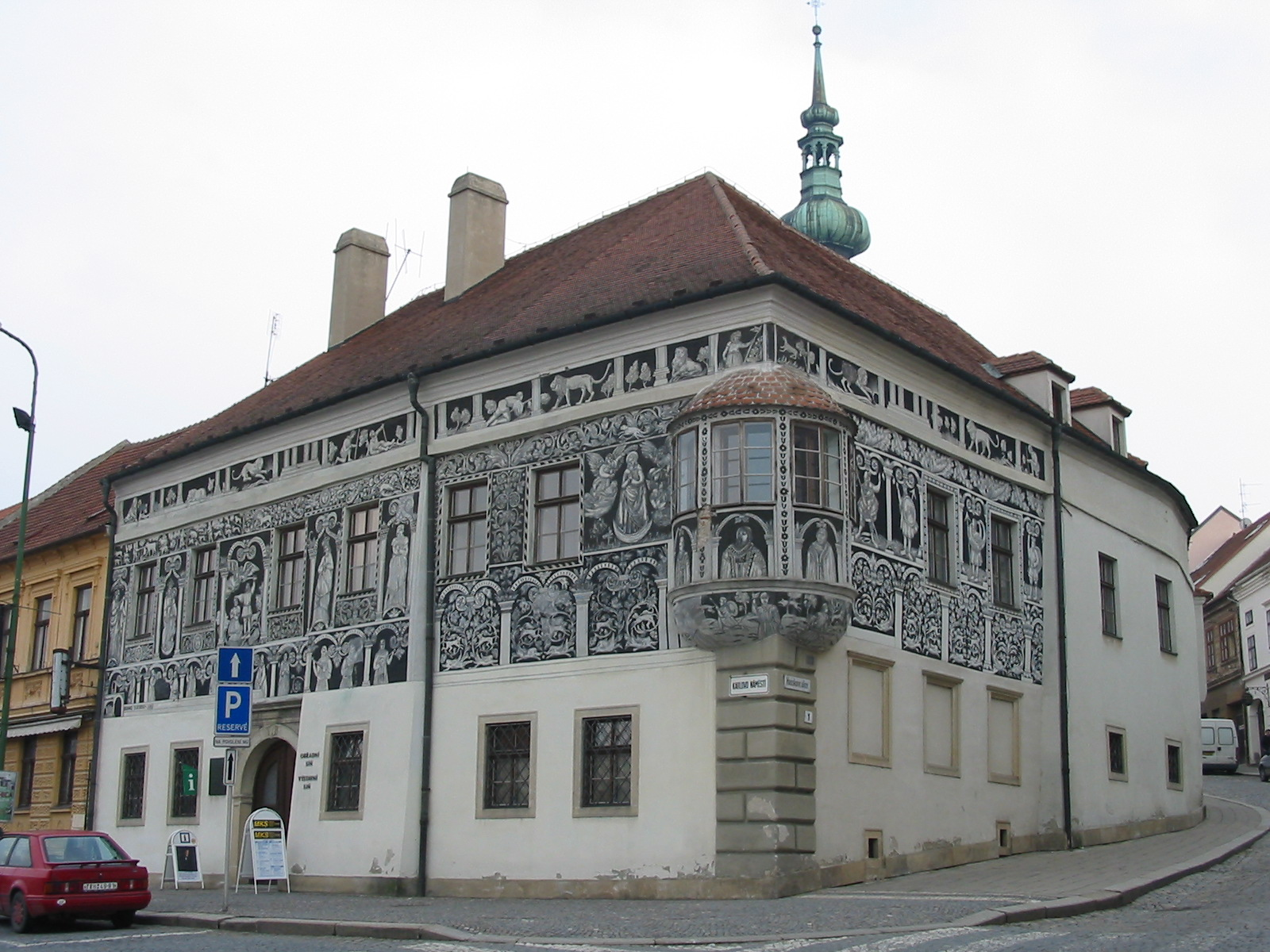
La maison noire
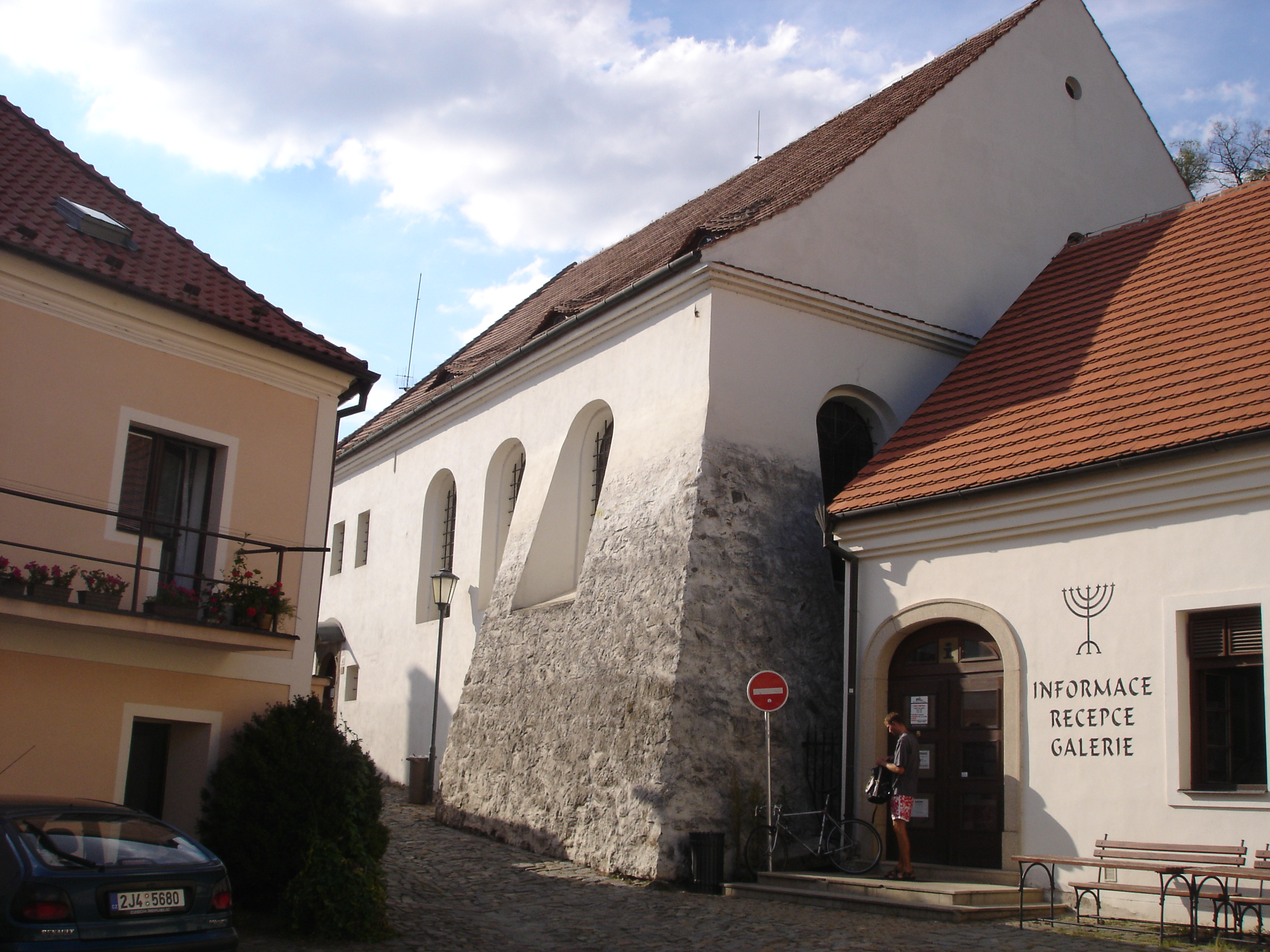
La "nouvelle" synagogue
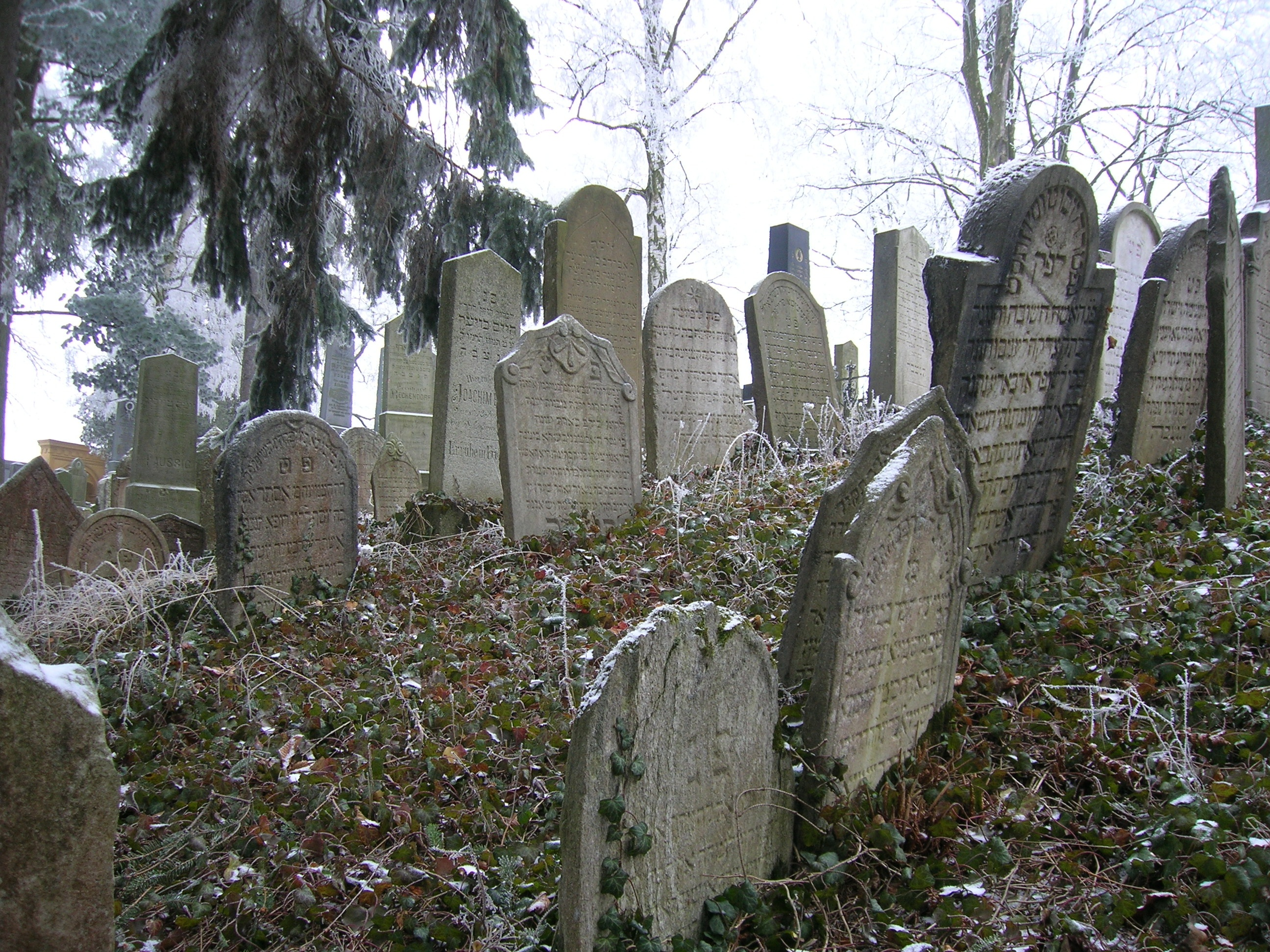
Le cimetière juif

## Transports
Par la route, Třebíč se trouve à 33,5 km de Jihlava, à 71 km de Brno et à 164 km de Prague.

## Personnalités

### Naissance à Třebíč
- Helena Kružíková (1928-2021), actrice
- Míla Myslíková (1933-2005), actrice
- Věra Jourová (née en 1964), femme politique, commissaire européen

Sportifs
- Martin Erat (né en 1981), joueur de hockey sur glace
- Patrik Eliáš (né en 1976), joueur de hockey sur glace
- Vladimír Sobotka (né en 1987), joueur de hockey sur glace

### Liens avec la ville
- Vítězslav Nezval (1900-1958), poète